# Лето, прощай!
«Лето, прощай» (англ. Farewell Summer) — роман Рэя Брэдбери, опубликованный 17 октября 2006 года. Является продолжением повести 1957 года «Вино из одуванчиков». Эти две книги, вместе с романом «Надвигается беда» 1962 года, представляют собой трилогию воспоминаний Брэдбери о детстве, проведённом в Уокигане.

## Сюжет
Действие развивается летом в городке Гринтаун через 2 года после событий, описанных в романе «Вино из одуванчиков». В центре сюжета — взросление главного героя Дугласа Сполдинга. В романе описывается смена поколений и взаимоотношения детей и стариков.

## История создания
По словам автора идея написания романа возникла у него ещё в 50-х:

По сути дела, «Лето, прощай» служит продолжением романа «Вино из одуванчиков», увидевшего свет полвека назад. Я тогда принес рукопись в издательство и услышал: «Ну нет, такой объём не пойдет! Давайте-ка выпустим первые девяносто тысяч слов отдельным изданием, а что останется, отложим до лучших времен — пусть созреет для публикации». Весьма сырой вариант полного текста первоначально назывался у меня «Памятные синие холмы». Исходным заглавием той части, которая впоследствии превратилась в «Вино из одуванчиков», было «Летнее утро, летний вечер». Зато для этой, отвергнутой издателями книги название возникло сразу: «Лето, прощай».

Итак, все эти годы вторая часть «Вина из одуванчиков» дозревала до такого состояния, когда, с моей точки зрения, её не стыдно явить миру. Я терпеливо ждал, чтобы эти главы романа обросли новыми мыслями и образами, придающими живость всему тексту.— Рэй Брэдбери. 
Послесловие к роману «Лето, прощай»